# Maderup Mølle
Maderup Mølle er en jordstående ottekantet hollandsk vindmølle, som er tækket med rør. 
Hatten er bådformet og stråtækt. Vingerne har hækværk til sejl, og møllen krøjes manuelt fra jordomgangen. Maderup Mølle var oprindelig beliggende i Maderup ca. 10 kilometer sydvest for Bogense, men den blev i 1941 nedtaget og genopført i Odense Kommunes frilandsmuseum Den Fynske Landsby i 1946. Møllen er funktionsdygtig og meget inventar er bevaret.